# Programa do Jô
El Programa do Jô fue un talk show brasileño conducido por el comediante Jô Soares desde el 2000 en TV Globo hasta el 2016. También fue transmitido por Radio CBN. Fue transmitido todas las madrugadas de lunes a viernes por TV Globo, con diferentes horarios dependiendo el día.

## Algunas entrevistas internacionales
- Anahí
- Alejandro Sanz
- Carlos Villagrán
- Pet Shop Boys
- t.A.T.u.
- Tony Bennett
- Shakira
- Epica
- Joe Satriani
- Eva Andressa